# جانبية المناسل الفسترمانية
جانبية المناسل الفسترمانية (بالإنجليزية: Paragonimus westermani)‏ هي من ديدان الرئة الأكثر اٍنتشارا في أسيا و أمريكا الجنوبية.
اٍكتشفت على اٍثر وفات نمرين بنغاليين في حدائق حيوان أربية عام 1878م. سنوات فيما بعد ظهرت حالات عند الاٍنسان في تايوان.